# 踊 (Adoの曲)
「踊」（おど、英語: Odo）は、Adoの楽曲。
作詞はDECO*27、作曲・編曲はGigaとTeddyLoid。4作目の配信限定シングルとして2021年4月27日にVirgin Musicからリリースされた。NHK総合「夜光音楽 ボカロP 5min.」のテーマソングに起用されている。

## 背景と制作
Adoによると本楽曲は、全体的にこれまでの3曲 (「うっせぇわ」、「レディメイド」、「ギラギラ」) とは違っており、「自分の新しい一面がまた見せられたんじゃないかなと思ってます」と述べている。レコーディングは前3曲の時と同じく大変だったといい、インタビューでは、「『踊』は声を重ねる部分が多くて、特にサビに入ったときの“Woah”が一人で7、8人分くらいの声を入れなきゃいけなくて、しかもそのコーラスが曲の中で結構振られていたので、なかなか苦戦しましたね。」と語っている。

## 音楽性
本楽曲は、リズムや楽曲の複雑な展開が特徴的なダンスミュージックである。サウンド面では、K-POPが得意とするビートやベースラインの組み方、音色の選び方、展開の仕方、オリエンタル感が取り入れられている。作詞を担当したDECO*27による言葉遊びがふんだんに散りばめられた歌詞も本楽曲の特色のひとつである。
Adoは自身の歌唱について、「今までのドスの利いた感じと違う、クラブにいてもおかしくないような女の子の感じ」を表現するべく、声色を変えたり、鼻にかかるような声にしてみたと述べている。そのなかで、「半端ならK.O.　ふわふわしたいならどうぞ」の部分などでは攻撃的な精神があるという。

## チャート成績
本楽曲は、2021年5月5日公開（集計期間：2021年4月26日～5月2日）のビルボード・ジャパンチャートにて、「HOT 100」初登場4位、「Download Songs」初登場2位 (24,696DL) を獲得した。本楽曲は特に動画再生回数 (国内) ランキングにおいて高水準を記録しており、初登場から3週連続1位を達成している。その後も動画再生回数、ストリーミングを中心に好成績を維持し、2021年6月30日公開「Billboard Japan Streaming Songs」ではリリース9週目にして最高位となる7位（7,304,008回再生）を記録した。
リリースから約4ヵ月が経った2021年8月25日公開の「Streaming Songs」では、チャートイン17週目にして累計再生回数が1億回を突破した。

### 認定と売上
|                                | 認定 (RIAJ) | 売上/再生回数      |
| ------------------------------ | ----------- | ------------------ |
| ダウンロード                   | ゴールド    | 164,000 DL         |
| ストリーミング                 | プラチナ    | 100,000,000 回再生 |
| *認定のみに基づく売上/再生回数 |             |                    |

### 受賞
- 2022年 MPA賞ヒット・ソング賞（NexTone）[17]
- NexTone Award 2023 - Silver Medal[18]

## ミュージックビデオ
本楽曲のミュージックビデオは、楽曲が配信された2021年4月27日の午後8時に公開された。イラストはかゆか、映像は藍瀬まなみが手掛けており、無数に浮かぶドローンカメラを通した目線で女子ボクサーの物語が展開していく内容となっている。

## カバー
- プロジェクトセカイ カラフルステージ! feat. 初音ミク - 2022年1月31日にゲーム『プロジェクトセカイ カラフルステージ! feat. 初音ミク』とAdoのタイアップ企画の一環として、Vivid BAD SQUADから小豆沢こはね（秋奈）と白石杏（鷲見友美ジェナ）が歌唱のセカイver.と、鏡音リンと鏡音レンによる歌唱のバーチャル・シンガーver.が収録された[20]。
- RAISE A SUILEN［レイヤ（Raychell）］×湊友希那（相羽あいな） - ゲーム『バンドリ! ガールズバンドパーティ!』に収録（2023年5月2日追加[21]）。

## 踊 (Bon-Odo Remix)
踊 （Bon-Odo Remix）（おど ぼんおど リミックス）は、「踊」のリミックス。2021年8月31日に配信された。Gigaがリミックスしたもので、盆踊りをテーマにした爽快な1曲に仕上がっている。